# 天主教波兹南总教区
天主教波茲南總教區（拉丁語：Archidioecesis Posnaniensis）是天主教會在波蘭中西部設立的一個總教區，主教座堂設在波茲南聖伯多祿聖保祿聖殿總主教座堂。

## 歷史
968年，成立波蘭傳教區，主教座堂設在波茲南，直屬聖座。1000年，改設直屬聖座的波茲南教區，11-12世紀附屬於格涅茲諾總教區，1821年7月16日升格為總教區，與格涅茲諾總教區合作，1948年11月12日與格涅茲諾總教區的合作解散。

## 現況
附屬教區有卡利甚教區。2011年，在當地1,507,000人口中，有教友1,487,000人，佔轄區總人口98.7%、402個堂區、1,018名司鐸、482名修士、1,034名修女。現任總主教為達尼老·甘德茨基，輔理主教為達彌盎·布雷爾和西滿·斯圖烏科夫斯基，榮休總主教為儒略·帕埃特茲，榮休輔理主教為茲齊斯瓦夫·福爾圖尼亞克。

## 外部連結
- Giga-Catholic Information （页面存档备份，存于）
- 天主教會聖統制 （页面存档备份，存于）
- 波茲南總教區 （页面存档备份，存于）